# Juan de la Pezuela
 (décembre 2022).
Si vous disposez d'ouvrages ou d'articles de référence ou si vous connaissez des sites web de qualité traitant du thème abordé ici, merci de compléter l'article en donnant les références utiles à sa vérifiabilité et en les liant à la section « Notes et références ».
Juan Manuel González de la Pezuela y Ceballos, né le 16 mai 1809 et mort le 1er novembre 1906, est un militaire, écrivain et homme politique conservateur espagnol. Il est le Ier comte de Cheste, Ier marquis de la Pezuela (es), Ier vicomte d'Ayala et grand d'Espagne.

## Biographie

### Carrière militaire et politique

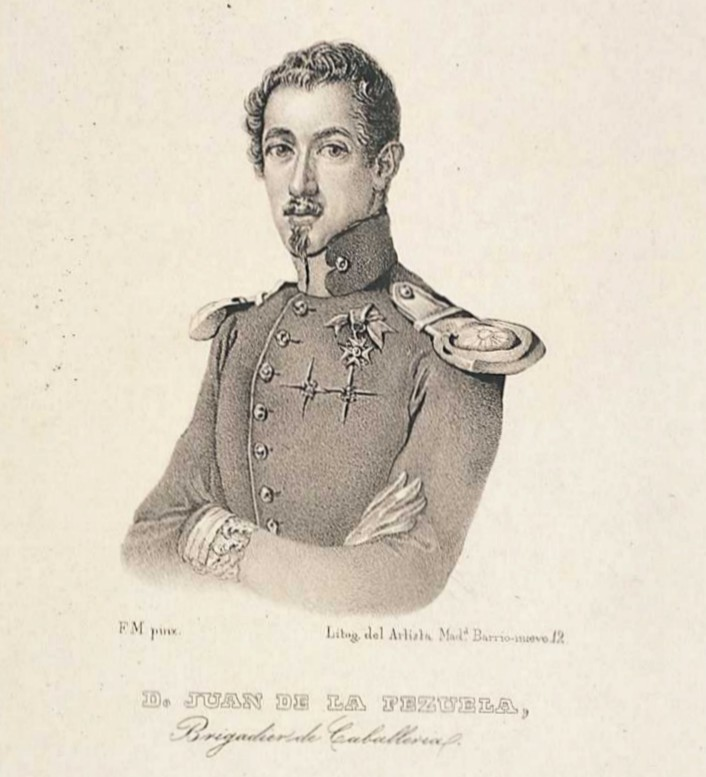
Juan de la Pezuela en 1841 par Federico de Madrazo

Né le 16 mai 1809 à Lima (Pérou), il est le second fils de l'avant dernier vice-roi du Pérou, Joaquín de la Pezuela. Il vit au Pérou jusqu'en 1821, lorsque son père est déposé à la suite du Pronunciamiento d'Aznapuquio (es). De retour en Espagne, il entre dans l'armée et participe à la première guerre carliste, en tant que fidèle du gouvernement en place, et se distingue à la Bataille de Cheste (es).
Durant la régence d'Espartero, il coopère avec Diego de León et participe au prononciamiento de 1841, qui échoue. Néanmoins, la régence est enfin abolie en 1843, et il est alors élu député aux Cortes Generales. En 1846, il est nommé ministre de la Marine, puis en 1848, il retourne dans l'armée, en tant que capitaine général de Madrid. 
Plus tard, au cours de cette même année, il est nommé gouverneur de Porto Rico, en tant que successeur de Juan Prim. Il occupe ce poste jusqu'en 1851. Il y impose le « Régime du Livret », une sorte d'esclavage détourné forçant les habitants à travailler pour un salaire médiocre. En 1853, il est à nouveau gouverneur, de Cuba cette fois, jusqu'en 1855. Cette même année, il retourne en Espagne pour servir de capitaine général de Catalogne. 
Lors de la révolution de 1868, il défend la monarchie d'Isabelle II, et, conséquence de la défaite, il est alors marginalisé des postes importants sous le règne d'Amédée de Savoie et sous la Première République.

### Carrière littéraire

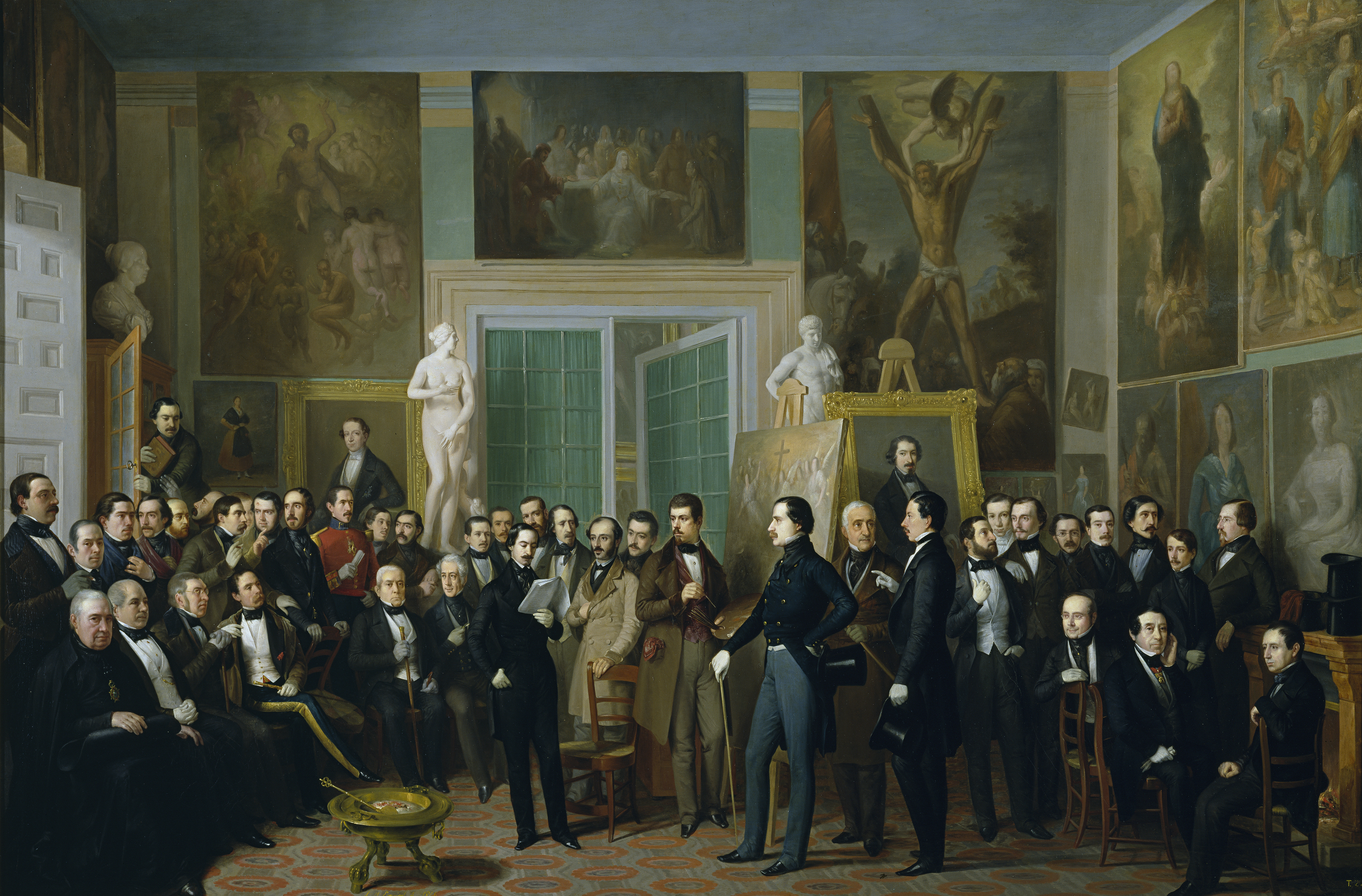
Toile Los poetas contemporáneos de Antonio María Esquivel, où il apparaît

En parallèle de ses activités militaires, Juan de la Pezuela est un homme de lettres reconnu, issu du romantisme. Membre de l'Académie royale espagnole depuis 1847, il en est le président de 1875 à sa mort.
Il réalise la traduction de plusieurs œuvres dont le poème épique portugais Les Lusiades de Luís de Camões ou La Divine comédie de Dante.
Juan de la Pezuela meurt à Madrid le 1er novembre 1906 à l’âge avancé de 97 ans.

## Sources
- (es) Cet article est partiellement ou en totalité issu de l’article de Wikipédia en espagnol intitulé « Juan de la Pezuela » (voir la liste des auteurs).